# Глазковский район
Глазковский район — административно-территориальная единица в составе Центрально-Чернозёмной, Воронежской и Тамбовской областей, существовавшая в 1928—1933 и 1934—1959 годах. Центр — село Глазок.
Глазковский район был образован в 1928 году в составе Козловского округа Центрально-Чернозёмной области. 30 июля 1930 года в связи с ликвидацией окружной системы в СССР Глазковский район перешёл в прямое подчинение Центрально-Чернозёмной области.
1 февраля 1933 года Глазковский район был упразднён, а его территория разделена следующим образом:
- в Козловский район — Александровский, Глазковский, Епанчинский, Красивский, Лежайский, Никольский сельсоветы и посёлок Дубрава Гомзяковского с/с.
- в Никифоровский район — Бибиковский, Вырубовский и Гомзяковский (без посёлка Дубрава) с/с.
- в Староюрьевский район — Гололобовский и Желановский с/с.

В 1934 году Глазковский район был восстановлен и включён в состав Воронежской области. В состав района вошли Глазковский, Епанчинский, Изосимовский, Кочетовский, Красивский, Круглинский, Лежайский, Никольский с/с Козловского района, а также Гололобовский и Желановский с/с Староюрьевского района.
27 сентября 1937 года Глазковский район был включён в состав Тамбовской области.
По данным 1945 года Глазковский район делился на 13 сельсоветов: Бибиковский, Вырубовский, Глазковский 1-й, Глазковский 2-й, Гололобовский, Гомзяковский, Епанчинский, Желановский, Изосимовский, Красивский, Круглинский, Лежайский и Никольский.
30 октября 1959 года Глазковский район был упразднён. При этом Глазковский, часть Гомзяковского, Изосимовский, Круглинский и Никольский с/с были переданы в Мичуринский район, Желановский с/с — Староюрьевский район, а часть Гомзяковского с/с — в Ламский район.